# Hornhinna

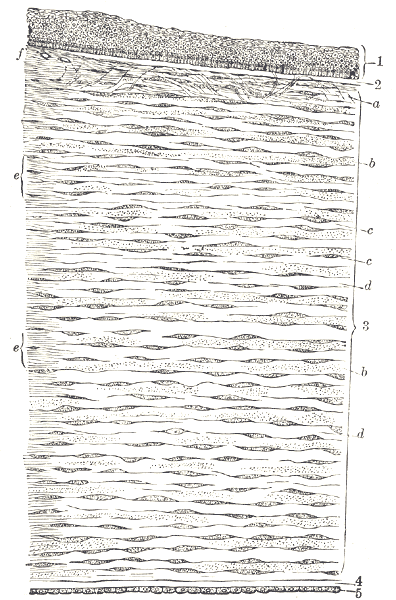
Hornhinnan är uppbyggd i flera skikt

Hornhinnan, på latin cornea, är den yttersta hinnan i ögat, "ögats fönster mot omvärlden". Hornhinnans diameter är cirka 11 millimeter och en tjocklek av 0,5–1 millimeter.
Hornhinnans främsta uppgift är att skydda ögat mot skräp och beröring. Hornhinnans epitel är känsligt för beröring, och om en fast kropp eller lite skräp vidrör hornhinnan reagerar epitelet omedelbart och utlöser en reflex som stänger ögonlocket. 
Hornhinnan byggs upp av fem lager : 
1. skiktat, skvamöst epitel (5–6 cellskikt)
2. Bowmans membran (består av kollagenfibriller)[3]
3. stroma (bindväv, består av kollagenfibrer och glykosaminoglykaner samt keratocyter)
4. Descemets membran (består av kollagen, laminin och fibronectin)
5. endotel (1 cellskikt mesenkymalt epitel)

Hornhinnan står för ca 2/3 av ljusets brytning i ögat, resten står linsen för, samtidigt som hornhinnans brytning är fixerad medan linsen kan ändra form. En ojämnt krökt hornhinna ger upphov till astigmatism, vilket kan korrigeras med hjälp av glasögon, linser eller ögonlaserkirurgi.